# Abu Nuwas
Abu Nuwas (arab. ‏ابو نواس‎ Abū Nuwās) (właściwie Al-Hasan Ibn Hani) (ur. ok. 757/758 w pobliżu Al-Ahwazu, zm. 813 w Bagdadzie) – poeta arabski epoki Abbasydów.

## Życiorys
Jego ojciec był syryjskim żołnierzem, który przybył do Iranu i ożenił się z miejscową kobietą. Przydomek Abu Nuwas pochodzi od typowych imion władców jemeńskich sprzed islamu, z którego to rejonu Abu Nuwas wywodził swoje pochodzenie. Gdy Abu Nuwas miał 7 lat, jego ojciec zmarł, a matka przeniosła się do Basry, ówcześnie słynnego ośrodka studiów filologicznych. Studiował tam filologię arabską, starą poezję oraz sunnę u wielkich gramatyków i filologów oraz zbieraczy tradycji. Podobno sam był przekazicielem hadisów. Podczas studiów związał się ze swoim starszym kuzynem, poetą Walibem Ibn al-Hubabem, który został jego kochankiem oraz nauczycielem. 
W początkach panowania Haruna ar-Raszida (786–809) Abu Nuwas przeniósł się do Bagdadu, gdzie szybko udało mu się dotrzeć na dwór wezyrów kalifa, Barmakidów. Pisał na ich cześć wiersze pochwalne, ale czasem też satyry, zwłaszcza gdy otrzymywał zbyt mało pieniędzy za swoje utwory. Wydaje się, że dobrze zarabiał i stać go było na pełne wina hulaszcze życie w towarzystwie pięknych dziewcząt i chłopców, które opisywał w swoich wierszach. Księga tysiąca i jednej nocy ukazuje Abu Nuwasa jako kompana kalifa towarzyszącego mu w dworskich uciechach i jednocześnie jego nadwornego poetę.
Gdy w roku 802 Barmakidzi popadli w niełaskę, Abu Nuwas dalej okazywał im sympatię. Być może to właśnie wywołało gniew kalifa, który wtrącił go do więzienia. Według tradycji wówczas zaczął żałować swojego dotychczasowego życia i pisać wiersze ascetyczne. Pod koniec panowania Haruna ar-Raszida wybrał się do Egiptu, gdzie pozostał aż do jego śmierci. Potem wrócił do Bagdadu i został nadwornym poetą syna Haruna, Al-Amina, którego znał od dziecka. Zmarł na krótko przed zdobyciem Bagdadu przez brata Al-Amina Al-Mamuna w 813 roku.
Abu Nuwas przez arabską krytykę literacką zaliczany jest do poetów określanych mianem matbu, naturalnych, w przeciwieństwie do masnu, tworzących poezję sztuczną, wymyśloną. Był on „największym piewcą wina w poezji arabskiej”. Uważa się go za tego, który stworzył kanon poezji bachicznej. Drugim ważnym tematem jego poezji było opiewanie miłości do chłopców. Także w tej tematyce był nowatorem. Pod koniec życia tworzył poezję ascetyczną. Abu Nuwas jest przedstawicielem nurtu badi, nowej poezji, przeciwstawiającej się dawnym wzorom poezji beduińskiej. Wprowadził do poezji arabskiej wiele nowych tematów i środków stylistycznych, tworząc poezję lekką i wdzięczną, całkowicie różną od surowej poezji beduińskiej.